# Kingfisher Airlines Tennis Open
Kingfisher Airlines Tennis Open — международный мужской профессиональный теннисный турнир, проходивший осенью на кортах с твердым покрытием в Мумбаи в 2006—2007 годах. До этого проводился в Шанхае (с 1996 по 2004 год как Открытый чемпионат Шанхая) и в Хошимине (в 2005 году как Открытый чемпионат Вьетнама). Относился к базовой категории турниров АТР-тура, в последний год проведения призовой фонд достиг 391 тысячи долларов США при турнирной сетке, рассчитанной на 32 игрока в одиночном разряде и 16 пар.

## История

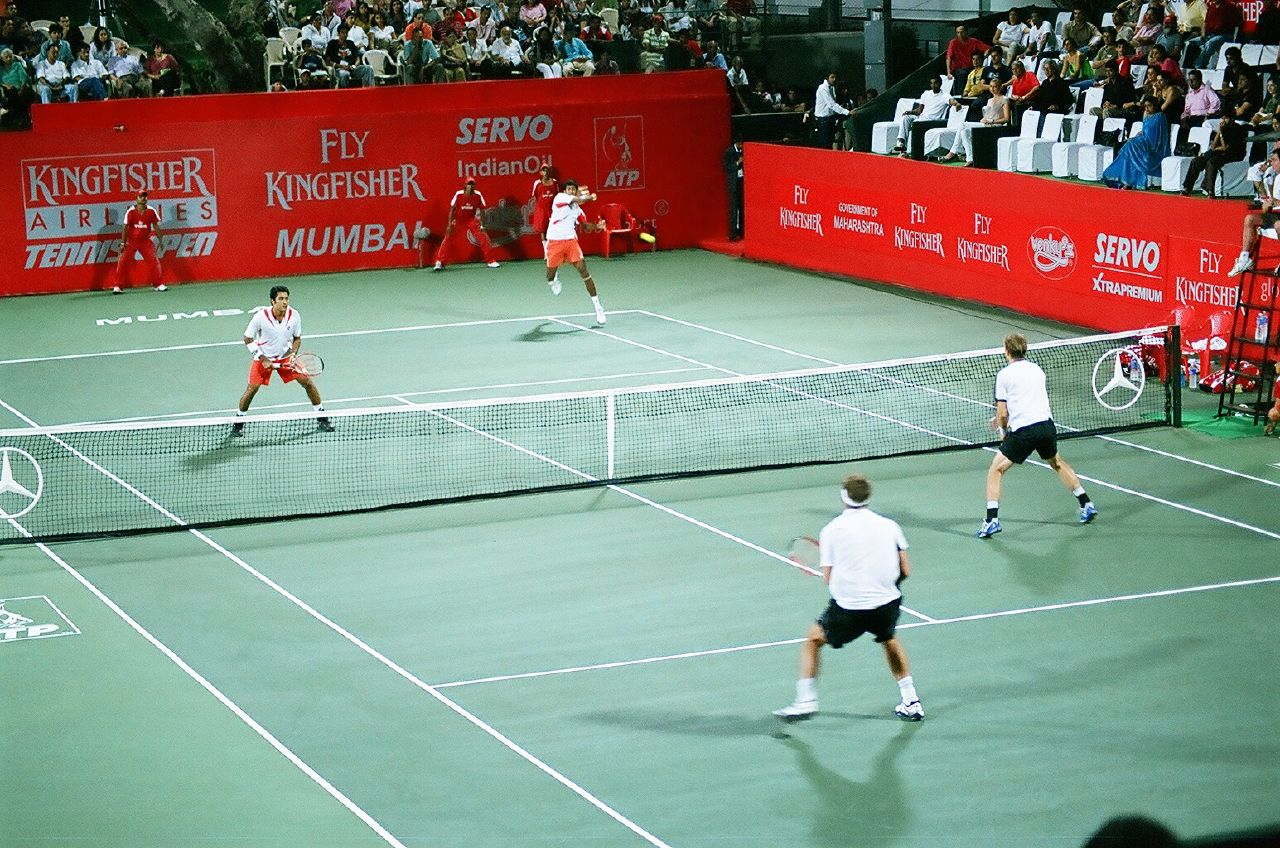
Финал парного турнира в Мумбаи, 2007 год

Открытый мужской чемпионат Шанхая стартовал в январе 1996 года на крытых кортах с ковровым покрытием как часть АТР-тура, а позже был перенесён на осень и открытые хардовые корты. Он относился к базовой категории турниров АТР-тура — ATP World Series. Он стал вторым новым азиатским турниром АТР за три года, после Открытого чемпионата Китая и в течение четырёх лет проводился только среди мужчин, пока в 2000 году в Шанхай не был перенесён из Пекина турнир WTA IV категории, после чего мужские и женские соревнования стали проводиться параллельно.
В 2005 году как мужской, так и женский турниры из Шанхая были перенесены в новые места: женский вернулся в Пекин, а мужской переместился в Хошимин (Вьетнам). Уже на следующий год турнир снова был перенесён, на этот раз на корты Крикетного клуба Мумбаи, став вторым турниром АТР в Индии после Открытого чемпионата Ченная. В следующий раз о переносе турнира было объявлено после 2007 года, когда был заключён договор с Бангалором — местом проведения парного Кубка Мастерс 2000 года. Уже первый турнир в Бангалоре, однако, не состоялся по соображениям безопасности после серии терактов в городе летом 2008 года, а в 2009 году его место в календаре занял Открытый чемпионат Малайзии.

## Победители и финалисты
Единственным двукратным победителем турнира в одиночном разряде стал швед Магнус Норман, дважды подряд побеждавший в Шанхае. В парах дважды побеждал индиец Махеш Бхупати, выигрывавший с разными партнёрами в Шанхае и Мумбаи. Он же стал единственным хозяином соревнований, завоёвывавшим титул на протяжении истории турнира в трёх разных странах, хотя в Шанхае до финала дошла китайская пара, а в Мумбам дважды в финале играл индиец Рохан Бопанна.
Представители бывших республик СССР трижды побеждали в турнире — сначала Андрей Ольховский, а позже Дмитрий Турсунов (оба — Россия) в одиночном разряде и Максим Мирный в парном.

### Одиночный разряд
| Год     | Победитель        | Финалист         | Счёт в финале  |
| Мумбаи  | Мумбаи            | Мумбаи           | Мумбаи         |
| ------- | ----------------- | ---------------- | -------------- |
| 2007    | Ришар Гаске       | Оливье Рохус     | 6-3 6-4        |
| 2006    | Дмитрий Турсунов  | Томаш Бердых     | 6-3 4-6 7-6(5) |
| Хошимин |                   |                  |                |
| 2005    | Йонас Бьоркман    | Радек Штепанек   | 6-3 7-64       |
| Шанхай  |                   |                  |                |
| 2004    | Гильермо Каньяс   | Ларс Бургсмюллер | 6-1 6-0        |
| 2003    | Марк Филиппуссис  | Иржи Новак       | 6-2 6-1        |
| 2002    | Не проводился     | Не проводился    | Не проводился  |
| 2001    | Райнер Шуттлер    | Мишель Кратохвил | 6-3 6-4        |
| 2000    | Магнус Норман (2) | Шенг Схалкен     | 6-4 4-6 6-3    |
| 1999    | Магнус Норман     | Марсело Риос     | 2-6 6-3 7-5    |
| 1998    | Майкл Чанг        | Горан Иванишевич | 4-6 6-1 6-2    |
| 1997    | Ян Крошлак        | Александр Волков | 6-2 7-62       |
| 1996    | Андрей Ольховский | Марк Ноулз       | 7-65 6-2       |

### Парный разряд
| Год  | Победители                          | Финалисты                          | Счёт в финале   |
| ---- | ----------------------------------- | ---------------------------------- | --------------- |
| 2007 | Роберт Линдстедт Яркко Ниеминен     | Рохан Бопанна Айсам уль-Хак Куреши | 7-63 7-65       |
| 2006 | Марио Анчич Махеш Бхупати (2)       | Рохан Бопанна Мустафа Гхус         | 6-4 6-76 [10-8] |
| 2005 | Ларс Бургсмюллер Филипп Кольшрайбер | Роберт Линдстедт Эшли Фишер        | 5-63 6-4 6-2    |
| 2004 | Павел Визнер Джаред Палмер          | Рик Лич Брайан Макфи               | 4-6 7-64 7-611  |
| 2003 | Уэйн Артурс Пол Хенли               | Цзу Бэньцян Цзэн Шаосюань          | 6-2 6-4         |
| 2002 | Не проводился                       | Не проводился                      | Не проводился   |
| 2001 | Байрон Блэк Томас Симада            | Джон-Лаффни де Ягер Робби Кёниг    | 6-2 3-6 7-5     |
| 2000 | Шенг Схалкен Паул Хархёйс           | Павел Визнер Петр Пала             | 6-2 3-6 6-4     |
| 1999 | Себастьен Ларо Даниэль Нестор       | Тодд Вудбридж Марк Вудфорд         | 7-5 6-3         |
| 1998 | Махеш Бхупати Леандер Паес          | Тодд Вудбридж Марк Вудфорд         | 6-4 6-7 7-6     |
| 1997 | Макс Мирный Кевин Ульетт            | Томас Нюдаль Стефано Пескосолидо   | 7-6 6-7 7-5     |
| 1996 | Марк Ноулз Роджер Смит              | Джим Грэбб Майкл Теббатт           | 4-6 6-2 7-6     |